# Mješko IV. Krivonogi
Mješko (Mječislav) IV.  Krivonogi  (poljsko Mieszko IV Plątonogi) je bil od 9. junija 1201 do svoje smrti leto kasneje vojvoda Krakova in veliki vojvoda Poljske, * okoli 1130, †  16. maj 1211, Krakov.
Skupaj z bratom kot sovladarjem je bil od leta  1163 do 1173 tudi vojvoda Šlezije, od leta 1173 vojvoda Racibórza in od leta 1202 vojvoda  Opol.
Vzdevek Krivonogi (Plątonogi) se je pojavil v kronikah iz 14. in 15. stoletja. V Letopisu Sędziwoja  (Rocznik Sędziwoja), napisanem sredi 15. stoletja, je v vnosu za leto 1192 zapis:  "Cracovia civitas devastata est a Mescone loripede dicto Platonogy nepote ducis Kazimiriensis filio Wladislai exulis" (Mesto Krakov je opustošil krivonogi Mješko, imenovan Krivonogi, nečak vojvode Kazimirja, sin Vladislava Izgnanca).

## Biografija

### Zgodnje življenje
Mješko je bil drugi sina Vladislava II. Izgnanega in Agneze Babenberške. Po Vladislavovi  odstavitvi leta 1146 so on in njegova družina živeli večinoma v Altenburgu na Saškem, ki ga je dobil Vladislav II. v začasno posest od Agnezinega polbrata, kralja Konrada III. Nemškega. Mješko se je v izgnanstvu šolal v Mihaelsbergu  in  Bambergu.
Za Vladislava II. je začasno izgnanstvo postalo trajno, jer je leta 1159 v Altenburgu umrl. Njegovi sinovi so nadaljevali borbo za svojo dediščino in tri leta kasneje sta se Mješko in njegov starejši brat Boleslav I. Visoki s posredovanjem cesarja Friderika I. Barbarose vrnila v Šlezijo.

### Raciborški vojvoda
Mješko in Boleslav I. Visoki sta kot sovladarja vladala v Vroclavski vojvodini od leta 1163 do 1173. Na začetku sta vladala samo v glavnih šleskih  mestih, drugi deli Šlezije pa so ostali pod oblastjo  Boleslava IV. Kodravega, takrat velikega vojvode Poljske. Brata sta leta 1165 izkoristila odhod Boleslava IV. na križarsko vojno proti Prusom in zasedla celo vojvodino.
Mješko se je zatem začel prizadevati, da bi dobil svojo vojvodino, delno tudi zato, ker je starejši brat prevzel vso oblast v Šleziji. Leta 1172 se je odkrito uprl starejšemu bratu in podprl Boleslavovega starejšega sina Jaroslava, ki je bil zaradi spletk njegove mačehe Kristine  prisiljen postati duhovnik. Kristina je želela, da bi bili edini nasledniki njeni otroci. Upor je Boleslava popolnoma presenetil in ga prisilil na beg v Erfurt v Nemčiji. Po cesarjevem posredovaju se je Boleslav kmalu vrnil, vendar je moral Mješku in Jaroslavu podeliti del svojega ozemlja. Mješko je dobil mesti  Racibórz in Cieszyn, Jaroslav pa Opole.

### Bytom in  Oświęcim
Leta 1177 je Mješko podprl svojega strica in soimenjaka Mješka III. Starega, ko se je moral boriti za ohranitev svoje oblasti nad Krakovsko vojvodino. To je obnovilo spore med njim in Boleslavom I. Visokim, ki je želel zase pridobiti vojvodino in s tem Seniorat. Boleslava sta Mješko in njegov lastni sin Jaroslav porazila, kar ga je odvrnilo od napredovanja proti Krakovu. Na njegovo mesto je stopil njegov mlajši stric in zaveznik Kazimir II. Pravični, ki je zavzel mesto in bil razglašen za novega visokega vojvodo Poljske. Mješko III. Stari se je znašel v izgnanstvu v Racibórzu in zdelo se je, da je vojna med Mješkom Krivonogim in Kazimirjem II. Pravičnim le še vprašanje časa. Kazimir II. se je odločil za drugo pot: da bi pridobil naklonjenost vojvode Racibóškega, je dal Mješku mesti Oświęcim in Bytom s trdnjavami Oświęcim, Bytom, Mikołów, Siewierz in Pszczyna. Nekateri zgodovinarji ocenjujejo,  da so mu te trdnjave pripadale šele od leta 1179. Po drugi strani je Boleslav Visoki utrpel še dodatno zmanjšanje svojega ozemlja, ko je bil prisiljen dati Głogów svojemu najmlajšemu bratu Konradu, ki se je pred kratkim vrnil iz Nemčije in zahteval svoj delež v šleski dediščini.
Leta 1195 sta Mješko in njegov nečak Jaroslav podprla Mješka III. Starega v njegovem novem poskusu, da si povrne Krakov in Seniorat. Smrt Kazimirja II. Pravičnega in majhno število njegovih sinov so jima dali priložnost za napad in ponovno pridobitev oblasti nad Malopoljsko. Krakovsko  in sandomiersko plemstvo pod vodstvom vojvode Nikolaja je imelo drugačne narte od njunih. Odločilo se je podpreti Lešeka Belega, najstarejšega sina Kazimirja II. Sprti strani sta se 13. septembra 1195 spopadli v krvavi bitki pri Mozgavi pri Jędrzejówu, v kateri je bil  Mješko III. hudo ranjen, njegov sin Boleslav Kujavski pa ubit. Šleske čete pod poveljstvom Mješka in Jaroslava so na bojišče prišle prepozno, Mješko III. pa se je kmalu zatem umaknil v Kalisz. Nad silami palatinskega grofa Goworeka, ki je prav tako prišel na pomoč Leszekovim četam, so Šlezijci dosegli veliko zmago. Ker se Mješko III. bitke ni udeležil, je bil deležen samo nekaj prestiža in dekaq odkupnine, pridobljene od ujetih sandomiških plemičev.

### Opolski vojvoda
22. januarja 1201 je vojvoda Jaroslav Opolski umrl. Opolsko vojvodino je nasledil njegov oče Boleslav Visoki, s katerim se je pokojni vojvoda malo pred smrtjo spravil, in devet mesecev kasneje tudi sam umrl. Vse svoje posesti je pred smrtjo zapustil  edinemu še živemu sinu Henriku I. Bradatemu.
Mješko se je odločil pridobiti Opole in je v začetku leta 1202 izpeljal nepričakovan in uspešen napad nanje. Po zmagi je želel pridobiti še druga ozemlja, kar je bilo v nasprotju z interesi Cerkve, ki je močno podpirala Henrika I. Bradatega. Zahvaljujoč posredovanju Henrika Kietlicza, nadškofa v Gnieznu, in Ciprijana, škofa v Vroclavu, je Henrik I. obdržal svoje posesti, vendar je moral svojim podpornikom plačati 1000 srebrnikov.

### Veliki vojvoda Poljske
9. junija 1210 je papež Inocenc III. izdal papeško bulo, po kateri so bili vsi vladarji seniorata, vključno z velikim vojvodom Lešekom Belim, odstavljeni in izobčeni. Bula je zahtevala, da se knezi Pjasti držijo oporoke Boleslava III. Krivoustega, ki je predlagal, da je vladar v senioratu najstarejši pjastski vojvoda. Nenavadno je, da je bil v buli iz prepovedi izvzet neimenovan vojvoda Šlezije, za katerega se domneva, da je bil Henrik I. Bradati. Država je bila  polna pretresov, saj nihče ni vedel, kdo resnično ima oblast.
Nadškof Henrik Ketlicz se je odločil, da bo sklical sinodo v  Borzykowi,  na kateri bi poskušali najti izhod iz tega kaotičnega stanja. Zbora so se poleg cerkvene hierarhije udeležili tudi Henrik I. Bradati in drugi nižji vojvode. Lešek Beli, ki je želel zagotoviti podporo Cerkve, ji je skupaj z drugimi knezi Pjasti dal velik privilegij, ki je zagotovil celovitost zemljiških posesti škofov. Privilegija nista podpisala Henrik I. in Vladislav III. Tankonogi, a sta kljub temu spoštovala njegova določila. Mješka na zboru v Borzykowi ni bilo. S pomočjo družine Gryfici se je odločil, da bo povedel svojo vojsko na pohod v Krakov, kjer je v popolni zmedi med meščani brez boja prevzel oblast v mestu. Prevzem oblasti je bil višek njegove kariere. 
Manj kot leto kasneje je 16. maja 1211 umrl. Po mnenju Jana Długosza je bil pokopan morda v krakovski stolnici na Vavelu. Po Mješkovi smrti se je lahko Lešek Beli brez večjih težav vrnil v Krakov.

## Poroka in otroci
Mješko se je v letih 1170-1178 poročil z Ljudmilo, ki je umrla po 20. oktobru 1210. Njeno poreklo ni znano. Po imenu sodeč bi lahko bila Čehinja, morda iz rodbine Přemyslov. Po mnenju večine zgodovinarjev bi lahko bila hči Otona III. Detleba,  vojvode Olomuškega in njegove žene Durancije, hčerke kijevskega kneza Mścisława I. Obstajajo tudi druge  hipoteze, ki jo imajo za hčerko češkega vojvode Soběslava I., znojmskega vojvode Konrada II. ali olomouškega vojvode Vladimirja, sina Otona III. Detleba, ki je bil po mnenju večine njen brat.
Mješko in Ljudmila sta imela pet otrok:
- Kazimirja I. Opolskega (rojen okoli 1178/1180, umrl 13. maja 1230)
- Ljudmilo (umrla 24. januarja po letu 1200)
- Agnezo (umrla 9. maja po letu 1200)
- Eufrozino (umrla 25 maja po letu 1200)
- Rikso (?)[op 3]